# James Hinchcliffe
James Hinchcliffe (Oakville, Ontario, Canadá; 5 de diciembre de 1986) es un piloto de automovilismo canadiense. Desde 2011 compite en la IndyCar Series, la mayor categoría de monoplazas de América del Norte. Obtuvo seis victorias, 18 podios y 33 top 5 a lo largo de su carrera. Asimismo, obtuvo el octavo puesto de campeonato en 2012 y 2013. Su mejor resultado en las 500 Millas de Indianápolis fue un sexto puesto en la edición 2012.

## Inicios
Luego de competir en karting en distintas regiones de América del Norte, Hinchcliffe se inició en los monoplazas a los 17 años de edad, al finalizar tercero en la Academia Bridgestone de Fórmula 2000 de Mosport con cinco victorias en 12 carreras. En 2004 ascendió a la Fórmula BMW Estadounidense, donde logró tres victorias y 10 podios en 14 carreras, resultando subcampeón. El canadiense progresó a la Star Mazda en 2006, donde ganó 3 carreras y terminó tercero en el campeonato.
Los dos siguientes tres años, Hinchcliffe participó en la Fórmula Atlantic. Fue décimo en 2006 corriendo en Forsythe, cuarto en 2007 en Sierra Sierra y cuarto en 2008 nuevamente en Forsythe, logrando en total dos victorias y doce podios. Asimismo, disputó siete fechas de la temporada 2006/07 del A1 Grand Prix como representante de Canadá, obteniendo un segundo puesto y cinco arribos entre los primeros seis.
El canadiense continuó ascendiendo en la pirámide de categorías escuela norteamericanas, al entrar ser fichado por el Schmidt de la Indy Lights para la temporada 2009. Cosechó cinco podios que lo dejaron quinto en el clasificador final. En 2010 pasó al equipo Moore, donde ganó tres carreras y subió a ocho podios de trece, con lo cual se quedó con el subcampeonato.

## IndyCar (2011-presente)
Hinchcliffe consiguió butaca en la IndyCar en 2011, en concreto en Newman/Haas Racing. Con tres cuartos puestos y 8 arribos entre los 10 primeros en 17 carreras, finalizó 12º en el campeonato. Fue nombrado Novato del Año, al sumar más puntos que los demás debutantes, y recibió el premio Estrella Naciente de la IndyCar.
El equipo Newman/Haas dejó de competir en 2012. Ante la muerte de Dan Wheldon en la fecha final en Las Vegas, el equipo Andretti se decantó por Hinchcliffe como segunda opción para reemplazar a Danica Patrick como el piloto patrocinado por GoDaddy. Utilizó el número 27, el mismo que llevaran los exitosos pilotos canadienses Gilles Villeneuve y Jacques Villeneuve. Hinchcliffe logró dos terceros puestos, dos cuartos, un quinto y dos sextos (uno de ellos en las 500 Millas de Indianápolis), de modo que quedó octavo en el clasificador final.
En 2013 comenzó de la mejor forma posible, obteniendo su primera victoria en la ronda inaugural de San Petersburgo. Tras dos abandonos, volvió a ganar en la cuarta carrera, en Sao Paulo, tras un adelantamiento a Takuma Satō en la última curva. Más tarde logró su tercera victoria en Iowa, así como un tercer puesto, un cuarto y un quinto. No obstante, no tuvo mucha fortuna en las demás pruebas, por lo que repitió el octavo puesto de campeonato.
En las 500 Millas de Indianápolis de 2014, Hinchcliffe clasificó segundo paro abandonó al chocar con Ed Carpenter. Obtuvo un tercer puesto en Mid-Ohio, tres quintos, dos sextos y ocho top 10, por lo que resultó 12º en la clasificación final. 
Hinchcliffe se unió al equipo Schmidt Peterson Motorsports para la temporada 2015, reemplazando a Simon Pagenaud. Ganó en la segunda fecha en New Orleans, pero sufrió un terrible accidente en la preparación a las 500 Millas de Indianápolis, en la que un elemento de suspensión del monoplaza le atravesó la pierna derecha hasta la pelvis, provocándole una severa lesión, y pérdida de sangre en el momento del accidente. Por las lesiones, quedó descartado para el resto de la temporada, siendo reemplazado en el equipo por Ryan Briscoe.
Recuperado de las lesiones, el canadiense volvió a la categoría en 2016. Estuvo cerca de ganar en Texas, pero finalizó segundo, a ocho milésimas de segundo del ganador Graham Rahal. Finalizó 13º en el campeonato con tres podios. En 2017, venció en Long Beach y obtuvo dos terceros lugares, terminó 13º en el campeonato.
El año siguiente Hinchcliffe ganó en Iowa, pero los malos resultados en las últimas fechas y la no clasificación para las 500 Millas de Indianápolis, lo dejó décimo en la tabla de pilotos. En 2019, consiguió un tercer lugar y 8 top 10, colocándose 12° en el clasificador general.
Hinchcliffe disputó un calendario parcial de 6 fechas con el equipo Andretti, siendo séptimo en las 500 Millas de Indianápolis.
En 2021, el canadiense volvió a disputar una temporada completa, ahora con el equipo Andretti. Llegó tercero en Nashville, pero ese fue su único podio y top 10. Finalizó 20° en el clasificador general.

## Otras actividades
Hinchcliffe disputó dos fechas de la Grand-Am Rolex Sports Car Series. En 2006 disputó las 250 Millas Paul Revere de Daytona en un Riley Lexus de la clase DP para AIM, donde abandonó. En 2012 disputó las 24 Horas de Daytona en un Mazda RX-8 de la clase GT para SpeedSource, acompañando entre otros a Marino Franchitti, que llegó sexto en su clase.
El canadiense participó en el Gran Premio de Surfers Paradise del V8 Supercars de 2012 con un Holden Commodore del equipo de Garry Rogers, pero abandonó en ambas mangas.
Además de su actividad como piloto, Hinchcliffe se desempeñó como comentarista de la Champ Car y la IndyCar durante su época en la Fórmula Atlantic y la Indy Lights respectivamente.
En 2016, participó en el concurso Dancing with the Stars. Llegó a la final y logró un segundo puesto junto a la gimnasta Laurie Hernández.

## Resultados

### IndyCar Series
(Clave) (negrita indica pole position) (cursiva indica vuelta rápida)

| Año     | Equipo                             | Motor     | 1      | 2      | 3      | 4      | 5       | 6        | 7      | 8      | 9      | 10     | 11     | 12     | 13     | 14     | 15     | 16     | 17     | 18    | 19    | Pos. | Puntos |
| ------- | ---------------------------------- | --------- | ------ | ------ | ------ | ------ | ------- | -------- | ------ | ------ | ------ | ------ | ------ | ------ | ------ | ------ | ------ | ------ | ------ | ----- | ----- | ---- | ------ |
| 2011    | Newman/Haas Racing                 | Honda     | STP    | ALA 24 | LBH 4  | SAO 9  | INDY 29 | TXS 20   | TXS 19 | MIL 6  | IOW 9  | TOR 14 | EDM 15 | MDO 20 | NHM 4  | SNM 7  | BAL 24 | MOT 15 | KTY 4  | LVS C |       | 12.º | 302    |
| 2012    | Andretti Autosport                 | Chevrolet | STP 4  | ALA 6  | LBH 3  | SAO 6  | INDY 6  | DET 21   | TXS 4  | MIL 3  | IOW 17 | TOR 21 | EDM 12 | MDO 5  | SNM 26 | BAL 15 | FON 13 |        |        |       |       | 8.º  | 358    |
| 2013    | Andretti Autosport                 | Chevrolet | STP 1  | ALA 26 | LBH 26 | SAO 1  | INDY 21 | DET 15   | DET 19 | TXS 9  | MIL 5  | IOW 1  | POC 24 | TOR 8  | TOR 21 | MDO 10 | SNM 8  | BAL 7  | HOU 24 | HOU 3 | FON 4 | 8.º  | 449    |
| 2014    | Andretti Autosport                 | Honda     | STP 19 | LBH 21 | ALA 7  | IMS 20 | INDY 28 | DET 6    | DET 5  | TXS 14 | HOU 5  | HOU 14 | POC 12 | IOW 6  | TOR 8  | TOR 18 | MDO 3  | MIL 19 | SNM 12 | FON 5 |       | 12.º | 456    |
| 2015    | Schmidt Peterson Motorsports       | Honda     | STP 16 | NLA 1  | LBH 12 | ALA 7  | IMS 12  | INDY Wth | DET    | DET    | TXS    | TOR    | FON    | MIL    | IOW    | MDO    | POC    | SNM    |        |       |       | 23.º | 129    |
| 2016    | Schmidt Peterson Motorsports       | Honda     | STP 19 | PHX 18 | LBH 8  | ALA 6  | IMS 3   | INDY 7   | DET 18 | DET 21 | ROA 14 | IOW 9  | TOR 3  | MDO 5  | POC 10 | TXS 2  | WGL 18 | SNM 12 |        |       |       | 13.º | 416    |
| 2017    | Schmidt Peterson Motorsports       | Honda     | STP 9  | LBH 1  | ALA 6  | PHX 12 | IMS 13  | INDY 22  | DET 3  | DET 20 | TXS 14 | ROA 20 | IOW 10 | TOR 3  | MDO 11 | POC 20 | GMP 8  | WGL 21 | SNM 22 |       |       | 13.º | 376    |
| 2018    | Schmidt Peterson Motorsports       | Honda     | STP 4  | PHX 6  | LBH 9  | ALA 3  | IMS 7   | INDY DNQ | DET 11 | DET 16 | TXS 4  | ROA 10 | IOW 1  | TOR 4  | MDO 14 | POC 20 | GTW 15 | POR 22 | SNM 15 |       |       | 10.º | 391    |
| 2019    | Arrow Schmidt Peterson Motorsports | Honda     | STP 6  | COA 16 | ALA 6  | LBH 9  | IMS 16  | INDY 11  | DET 9  | DET 18 | TXS 19 | ROA 7  | TOR 6  | IOW 3  | MDO 22 | POC 20 | GTW 12 | POR 20 | LAG 9  |       |       | 12.º | 370    |
| 2020    | Andretti Autosport                 | Honda     | TXS 18 | IMS 11 | ROA    | ROA    | IOW     | IOW      | INDY 7 | GTW    | GTW    | MDO    | MDO    | IMS 14 | IMS 13 | STP 14 |        |        |        |       |       | 23.º | 138    |
| 2021    | Andretti Steinbrenner Autosport    | Honda     | ALA 17 | STP 18 | TXS 23 | TXS 18 | IMS 18  | INDY 21  | DET 17 | DET 14 | ROA 15 | MDO 17 | NSH 3  | IMS 22 | GTW 15 | POR 27 | LAG 20 | LBH 14 |        |       |       | 20.º | 220    |
| Fuente: |                                    |           |        |        |        |        |         |          |        |        |        |        |        |        |        |        |        |        |        |       |       |      |        |